# Patrik Borger
Patrik Borger (* 19. Januar 1979 in Kiel) ist ein ehemaliger deutscher Fußballtorhüter und jetziger Torwarttrainer.

## Spielerkarriere
Borger spielte zunächst bei Fortuna Stampe, TSV Kronshagen und dem Suchsdorfer SV, von Juli 2000 bis Juni 2003 beim TSV Altenholz, um anschließend bis Juni 2005 beim VfR Neumünster in der Regionalliga Nord das Tor zu hüten. Der 197 cm große Torwart wechselte anschließend zum FC St. Pauli, wo er anfangs für die zweite Mannschaft in der Oberliga Nord spielte. Seit dem 2. September 2006 war der gelernte Industriekaufmann Stammtorhüter der ersten Mannschaft.
In der Regionalliga-Nord-Saison 2006/07 stieg Borger, nachdem er in 17 Spielen ohne Gegentreffer blieb, mit dem FC St. Pauli in die 2. Fußball-Bundesliga auf. Im April 2008 verlor Borger zwar seinen Stammplatz an Benedikt Pliquett, gleichzeitig verlängerte er seinen laufenden Vertrag aber um zwei Jahre bis Juni 2010. Im Sommer 2010 verlängerte Bundesligaaufsteiger FC St. Pauli seinen Vertrag nicht mehr und Borger verließ den Klub.
Am 30. Juni 2011 beendete er seine Profi-Karriere und unterschrieb einen Tag später einen Vertrag beim TSV Schilksee, einem Stadtteilverein in Kiel.
Seit 2015 ist er Torwarttrainer bei Holstein Kiel.